# 纺织会馆 (克拉科夫)
50°3′42″N 19°56′14″E / 50.06167°N 19.93722°E

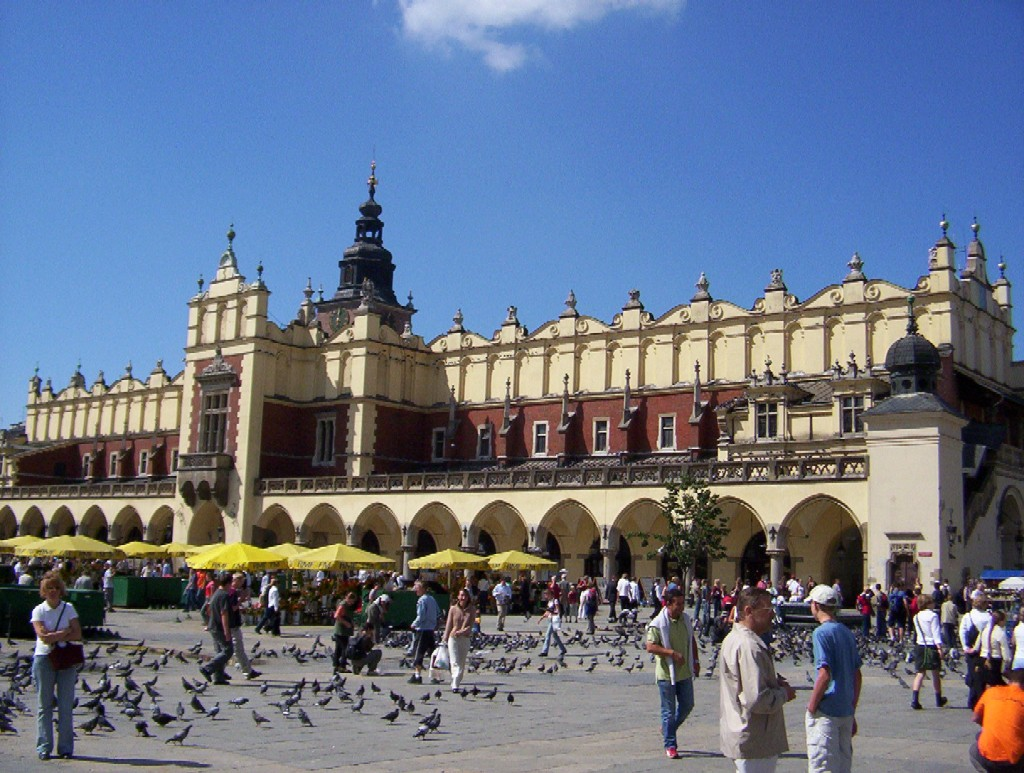
纺织会馆

纺织会馆（波蘭語：Sukiennice）是波兰克拉科夫的一座文艺复兴建筑，位于老城（Kraków-Stare Miasto）中心的中央集市广场，是该市最显著的地标之一。这里曾经是国际贸易的主要中心。客商在那里会见，洽谈业务和易货贸易。在15世纪的黄金时代，纺织会馆是来自东方的各种外来货物的进口来源——香料、丝绸、皮革和蜡——而克拉科夫本身出口纺织品、铅和来自维利奇卡盐矿的盐。  
文艺复兴时期之前，克拉科夫——波兰的皇家首都——已经是欧洲最壮丽的城市之一。但是，它的繁荣没有持续下去。18世纪末导致瓜分波兰的战争和政治，加快了该市的衰落。至1870年，在奥匈帝国统治下，纺织会馆进行了修复。大部分古老的市中心衰败了；然而，加利西亚和洛多梅里亚王国政治命运的改变带来了该市的复兴，由于新成立的立法大会（Sejm），纺织会馆的成功修复是这一时期最值得骄傲的成就之一。 

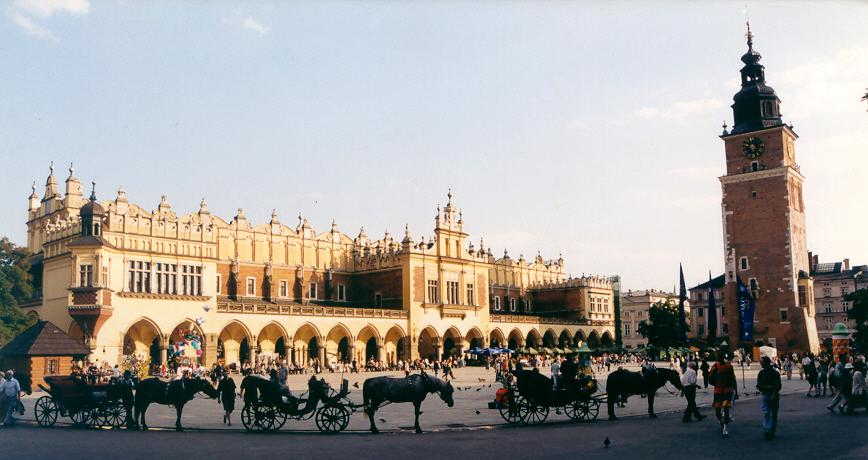
纺织会馆，右侧是克拉科夫市政厅钟楼

数百年来，纺织会馆曾招待过无数的嘉宾，目前仍用于款待君主和知名人士。2002年，此处曾招待查尔斯王子和日本明仁天皇。在此举行的舞会中，最著名的是1809年约泽夫·波尼亚托夫斯基亲王从奥地利帝国手中解放该市后。除了它的宏伟的历史和巨大的文化价值，纺织会馆还是繁华的商业中心，虽然是出售的物品与以前的世纪完全不同——主要是游客纪念品。
类似的纺织会馆也存在于其它欧洲城市，例如比利时伊佩尔纺织会馆、德国不伦瑞克和英国利兹第一白布馆（1st White Cloth Hall），但是克拉科夫的纺织会馆最为著名，保存也最完好。